# シティパラダイス
『シティパラダイス』（CityParadise）は、2007年11月22日創刊の地域密着型のパチンコ・スロット情報誌である。発売エリアは愛知県。発売日は毎月第4木曜。

## 概要
- 名前の由来はパチンコを「勝つ・負ける」ではなく「遊ぶ・楽しむ」をテーマに、大人のアミューズメント＝『楽園（パラダイス）』になるようにという意味が込められている。これは、創刊時にスロット4号機が完全撤廃され、ホールの設備や企業努力がより一層必要になり、遊パチや1円パチンコをはじめとする低価格貸しパチンコ店の増加を背景に、ビギナーやライトユーザーにも遊び方を分かり易く紹介するコンセプトの雑誌。
- 専属モデルユニットのパラダイスガール（別名パラッ娘）が、愛知県内のパチンコ・スロットホールに取材に行って紹介している雑誌。地域に密着した特集や、季節感のある情報の特集、時には読者・ユーザー参加型のミスコン（オーディション）企画を折り混ぜている。

## オーディション企画

### ミス☆パラダイスオーディション
- 原杏奈 2008年『ミス☆パラダイス』受賞。

### ミス☆浴衣コンテスト
- 平谷静花 2008年『ミス☆浴衣』受賞。

その後、平谷静花は『パラダイスガール2008』に加入。

## 専属モデル

### パラダイスガール2008
『シティパラダイス』を紹介する専属ユニット。例えるなら、アイドルユニット『モーニング娘。』が、『シティパラダイス』愛知県版の『パラダイスガール』といった感じのユニットである。初代パラダイスガールの7人は約1000人の中から選ばれた。
- 纐纈みさき
- 原杏奈
- 中村仁美
- 鈴木史織
- 北原千歳
- 久富美香
- 倉田奈緒
- 平谷静花

### パラダイスガール2009
- 日比野留依
- 酒井麻紀
- 大山美保
- TOMOMI
- 山本礼香（現：日野礼香）
- 伊藤葵
- 牧原愛
- 野口純美子

### パラダイスモデル
『パラダイスガール』といった専属ユニットではないが、中にはモデルやタレント、女優や歌手として活動している者もいる。『パラダイスガール』が『モーニング娘』なら、『パラダイスモデル』は『ハロー!プロジェクト』といった感じで個々で活躍しているモデル。
- 土屋有里　2008年ミス☆浴衣コンテスト参加
- 坂本真亜弥
- 戸松真友子
- 井戸いづみ　2008年ミス☆浴衣コンテスト参加
- 長谷川朋美

### 若葉ちゃん
『シティパラダイス』のパチンコ初心者向けの連載企画
- 河瀬鮎美・・・初代『若葉ちゃん』
- 山本彩・・・2代目『若葉ちゃん』

## 歴代モデル
- 秋田恵里奈　2008年ミス☆浴衣コンテスト参加
- 河瀬鮎美　初代『若葉ちゃん』
- 鈴木あすな　2008年ミス☆浴衣コンテスト参加